# Aeroportul Detroit Lakes
Aeroportul Detroit Lakes (IATA: DTL, ICAO: KDTL, FAA LID: DTL) este un aeroport din Detroit Lakes⁠(d), Comitatul Becker, Minnesota, Minnesota, Statele Unite ale Americii ce deservește zona Detroit Lakes⁠(d). Aeroportul a fost tranzitat în 2019 de 4 pasageri. A fost numit după zona deservită.
Situat la o altitudine de 431 m, aeroportul dispune de 2 piste.

## Infrastructură

### Piste
Aeroportul dispune de 2 piste. Pista 13/31 are suprafața de asfalt și dimensiunile 4.500 picioare × 75 picioare. Pista 17/35 are suprafața de Iarbă și dimensiunile 1.880 picioare × 250 picioare. 